# Льодовик Окса
Льодовик Окса (англ. Ochs Glacier) — льодовик у гірському хребті Форда на землі Мері Берд, Західна Антарктида.
Льодовик спускається до початку затоки Блока між горою Іфігенія та горою Аверс.
Він був відкритий антарктичною експедицією Річарда Берда в 1929 році та названий на честь Адольфа С. Окса, видавця New York Times, покровителя експедиції.